# Ottmarsheim
Ottmarsheim je občina v departmaju Haut-Rhin francoske regije Alzacija.
Leta 1990 je v občini živelo 1 897 oseb oz. 74 oseb/km².